# مول هیداتی‌فرم
مول هیداتی‌فرم یا بارداری مولار یا بچه خوره یک بیماری نادر و خوش‌خیم است که ناشی از کاستی ژنتیک در تخم بارور شده‌است. مول هیداتیفرم گونه‌ای از بیماری‌های تروفوبلاستیک بارداری است. تخم بارور شده یا هرگز به جنین زنده تبدیل نمی‌شود (مول کامل) یا این که به گونه نا-زاستاری رشد می‌کند و نمی‌تواند زنده بماند (نسبی). بجای دیسش (تشکیل) جنین و جفت در رحم، تنها جفت به وجود می‌آید که آن هم به صورت نا-زاستاری و سرطانی رشد می‌کند...

## پراکنش و بخشبندی
پراکنش مول هیداتی‌فرم در آمریکا و اروپا حدود ۱ در هر هزار بارداری تخمین زده می‌شود که این مقدار در آسیا به هفت برابر می‌رسد. بخشبندی مولها به انواع مول کامل و ناقص بر اساس ریخت‌شناسی ظاهری و ویژگیهای بافت‌شناختی و کاریوتایپ انجام می‌شود. سابقه خانوادگی، سن بالای ۴۵ سال و زیر ۲۰ سال، کمبود مصرف ویتامین A و کاهش مصرف چربی حیوانی در شیوع این بیماری مؤثرند.

## بیماریزایی
در لقاح زاستاری، تخم بارور شده انسان دارای ۲۳ کروموزوم از پدر و ۲۳ کروموزوم از مادر است. در بارداری های مولار کامل، یک اسپرم (۹۰٪) با تخمکی که هیچ کروموزومی ندارد لقاح می‌کند و خود کروموزومهای اسپرم تکثیر می‌شوند لذا هر ۴۶ کروموزوم سلول تخم منشا پدری دارند و کروموزوم‌های مادر در تخم بارور شده وجود ندارند. در ۱۰٪ موارد دو اسپرم همزمان با تخمک بدون کروموزوم لقاح می‌یابند لذا در این صورت هم باز هر ۴۶ کروموزوم تخم منشا پدری دارند. ژنوتیپ مول کامل اغلب 46,XX است و گاه 46,XY. در این حالت، جنین، کیسه جنینی یا هیچ بافت جفتی نرمالی وجود ندارد. در عوض، جفت توده‌ای از کیسه‌های شبیه به خوشه انگور را تشکیل می‌دهد.
در مول ناقص یک تخمک سالم همزمان با دو اسپرم یا یک اسپرم که محتوی ژنتیکی اش دو برابر شده‌است لقاح می‌یابد لذا ژنوتیپ مول ناقص 69,XXY (triploid) یا 92,XXXY (tetraploid) است.

## واژه‌شناسی
هیداتی‌فرم اشاره به به محتوای آب‌مانند کیست‌ها داشته و مول هم به دروژین (کاذب) بودن بارداری در این موارد اشاره دارد.

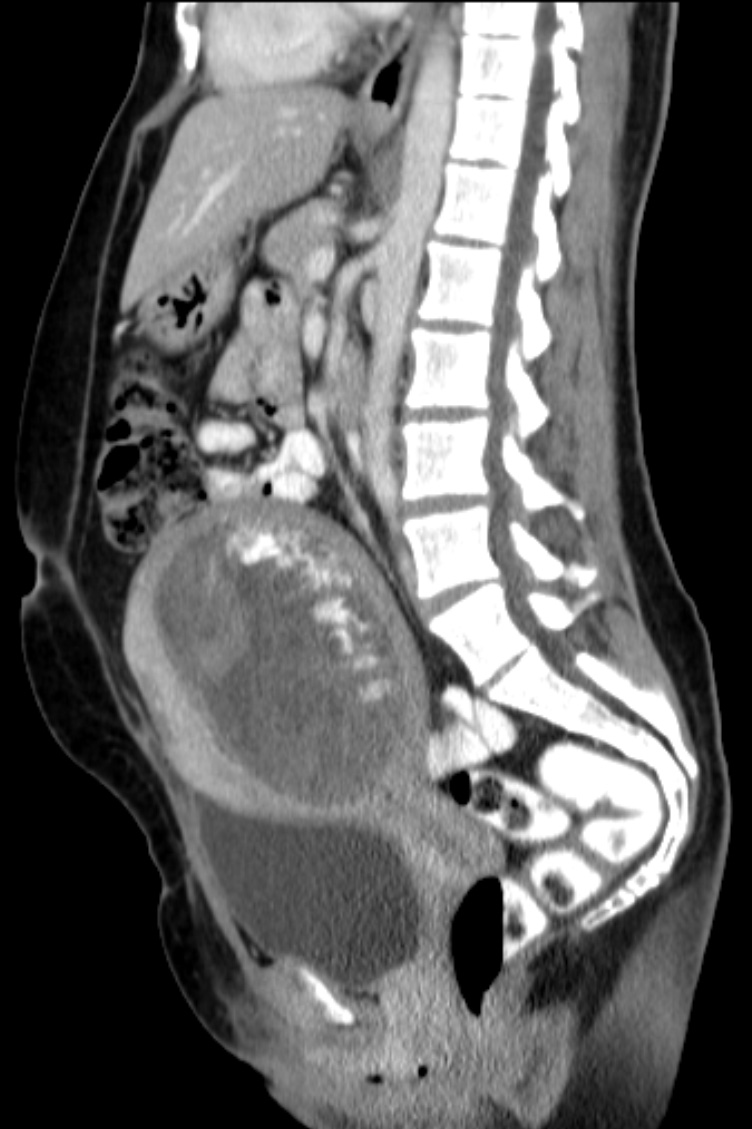
مول هیداتی‌فرم در CT

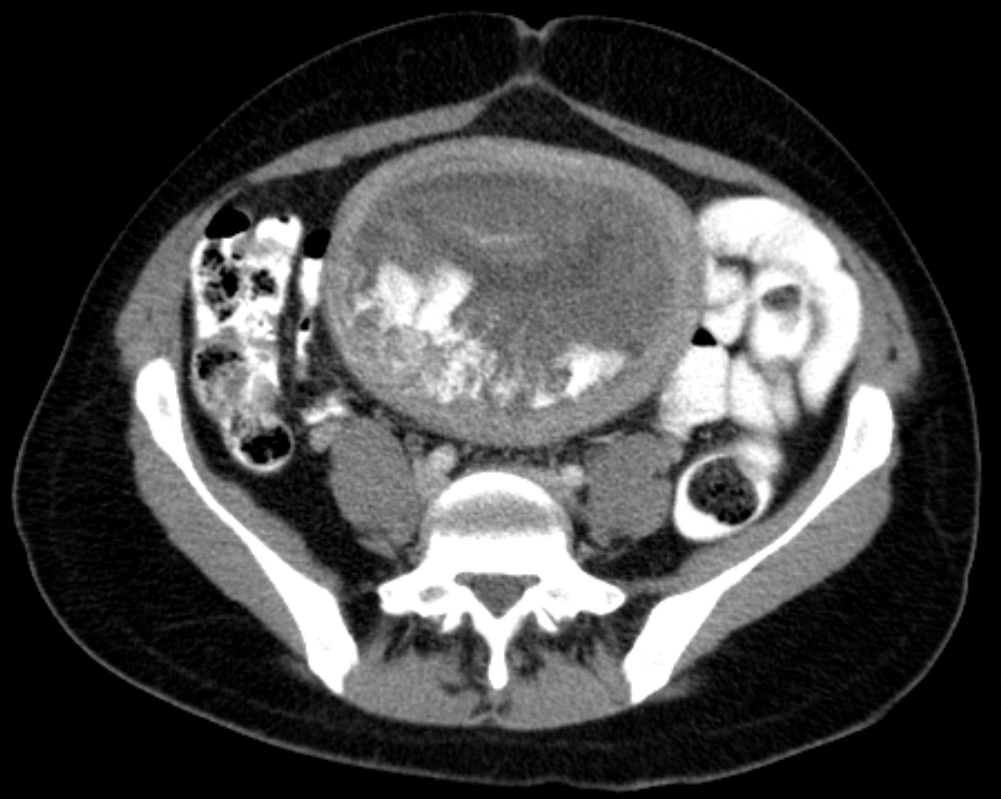
مول هیداتی‌فرم در نمای آگزیال در CT

## تشخیص
خانم باردار با نشانه هایی مانند خونریزی و لکه‌ به دنبال دیرکرد پریود مراجعه می‌کند. پاسخ آزمایش بارداری HCG مثبت است ولی در سونوگرافی کیسه جنینی و دل (قلب) دیده نمی‌شود بلکه نمای پرزهای جفتی نا-زاستاری دیده می‌شود. بیمار تهوع و استفراغ شدید، رحم بزرگتر از سن بارداری و گاه دفع بافت‌هایی از رحم به صورت خوشه انگور دارد.

## پیش آگهی و درمان
مول هیداتی‌فرم اصولاً به سقط خودبخودی می‌انجامد در غیر اینصورت اگر بارداری مولار قطعی است باید D&C (بازنمودن دهانه رحم و کورتاژ درونه های (محتویات) آن) یا کورتاژ-ساکشن جهت برداشتن بافت نا-زاستاری انجام شود. پیگیری‌های بعدی برای اطمینان جهت از بین رفتن کامل سلولهای مولار (مانند اندازه‌گیری HCG) ضروری است؛ درصورت بازگشت سلولهای مولار باید شیمی درمانی انجام شود. هیسترکتومی در زنان بالای ۴۰ سال که تمایلی به بارداری در آینده ندارند پیشنهاد می‌شود.

## علائم و نشانه های بالینی
شاخص ترین علامت بالینی مول هیداتی فرم خروج ویزیکول ( کیسه هایی کوچکی حاوی مایع ) از دهانه واژن است اما علائمی مانند خونریزی بدون درد و تهوع و استفراغ شدید نیز مشاهده میشود. همچنین ممکن است اندازه رحم در این مادران بزرگتر از سن بارداری باشد. گاهی دفع پروتئین از ادرار ( پروتئینوری) و افزایش فشار خون نیز مشاهده میشود.